# 더보이즈의 음반 외 활동 목록

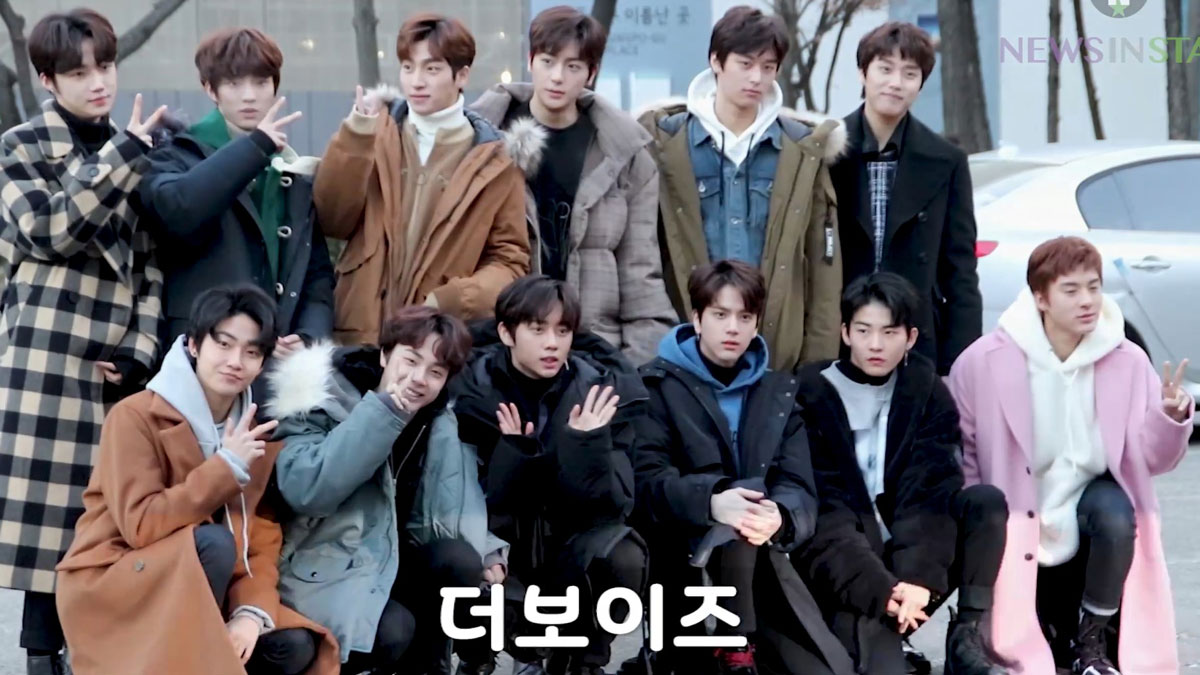
더보이즈

다음은 대한민국의 보이 그룹 더보이즈의 음반 외 활동 목록이다.

## 뮤직 비디오
| 순위 | 제목                               | 조회수 (2021년 2월 5일 기준) | 게시일           |
| ---- | ---------------------------------- | ---------------------------- | ---------------- |
| 1    | No Air                             | 26,794,006                   | 2018년 11월 29일 |
| 2    | Giddy Up                           | 16,974,523                   | 2018년 4월 3일   |
| 3    | Right Here                         | 14,047,004                   | 2018년 9월 5일   |
| 4    | 소년 (Boy)                         | 10,787,938                   | 2017년 12월 6일  |
| 5    | 지킬게 (KeePer)                    | 7,326,593                    | 2018년 7월 12일  |
| 6    | I'm Your Boy                       | 3,841,612                    | 2017년 10월 11일 |
| 7    | 시간이 안 지나가 (Walkin' In Time) | 3,193,145                    | 2018년 2월 1일   |
| 8    | 소년 (Boy) (Performance Ver.)      | 2,065,890                    | 2017년 12월 18일 |
| 9    | Bloom Bloom                        | 12,724,990                   | 2019년 4월 29일  |
| 10   | Right Here (Performance Ver.)      | 505,050                      | 2018년 9월 17일  |

## 텔레비전 프로그램

### 고정 출연
| 연도   | 방송사    | 프로그램          | 출연자   | 방송 기간            |
| ------ | --------- | ----------------- | -------- | -------------------- |
| 2017년 | MBC MUSIC | 꽃미남 분식집     | 더보이즈 | 8월 23일 - 10월 11일 |
| 2020년 | M.net     | 로드 투 킹덤      | 더보이즈 | 4월 30일 - 6월 18일  |
| 2020년 | SBS MTV   | 아이돌집          | 더보이즈 | 9월 28일             |
| 2021년 | M.net     | 킹덤: 레전더리 워 | 더보이즈 | 4월 1일 - 6월 3일    |

### 예능

#### 꽃미남 분식집(2017.08.23. ~ 2017.10.11.)
mbc music & mbc every1에서 진행한 더보이즈의 정식 데뷔 전 리얼리티 예능 프로그램이다. 서울특별시 한남동 블루스퀘어에서 2017년 7월 28일부터 7월 31일까지 총 4일동안 직접 더보이즈 멤버들이 분식집을 운영했다. MBC 플러스 관계자는 “여성팬들의 입소문에 힘입어 ‘재방 사수’가 이어지면서 상승세를 타고 있다”며 “최근 1년간 MBC 플러스 채널에서 제작, 방송한 신인 아이돌 리얼리티 중 최고 시청률”이라고 설명했다. 또한, 꽃미남 분식집이 방영되는 기간 중 더보이즈가 직접 작사에 참여한 팬 송 'I'm your boy'가 공개되었다.

#### THE100 (2018.02.12 ~ 2018.03.15)
2018 PeekaVoo! Project : THE 100(아이돌메이드 콘서트)에 더보이즈가 출연하게 되었다. 주어진 100시간 동안 팬들을 위한 미니콘서트를 준비하라!'는 미션을 소화하는 더보이즈의 일상과 준비과정을 ‘리얼’한 시각으로 그린 아이돌 메이드 콘서트 리얼리티이며 총 28부작으로 네이버 V채널에서 감상할 수 있다. 리얼리티 도중 더보이즈의 2집 미니앨범 타이틀곡 'Giddy Up'의 멜로디가 공개되기도 하였다. 2017년 7월부터 꾸준히 실력을 보여주는 더보이즈 안의 작은 유닛 '앙상블 보이즈'는 'Steal my girl - One Direction' 을 커버했으며 1집 수록곡 '시간이 안 지나가(Walkin' In Time)'과 '소년(Boy)'의 무대도 보여주었다. 또한 'Don't Let Me Down'과 'In the Stars'의 댄스 무대를 보여주기도 하였다.

#### 설특집 2018 아이돌스타 육상 볼링 양궁 리듬체조 에어로빅 선수권대회 (2018.02.15)
갓 데뷔한 신인 아이돌 그룹이라면 출연한다는 '아육대'에 더보이즈 멤버 전원이 참여했다. 멤버 '활'과 '에릭'이 육상에 출전했지만 예선 탈락이라는 고배를 마셨다. 하지만, 이에 그치지 않고 '현재' , '주연' , '큐' , '주학년' , '활 ' 총 5명이 에어로빅 부분에 출전해 첫 출전임에도 불구하고 2등이라는 좋은 성적을 거두었다.

#### mbn 우리 집에 해피가 왔다 (2018.7.23~2018.10.22)
더보이즈 완전체가 유기견을 기르는 모습도 보여주고 있다. 이미 멤버 다수가 강아지를 기르는 등 동물을 좋아하는 더보이즈와 유기견이 보여줄 남다른 케미 또한 기대를 모으고 있다. 이번 방송을 통해 더보이즈의 숙소까지 아낌없이 공개되고 있다.

### 드라마
- 웹드라마 오늘도 덕질하세요 (2019.06.16~2019.07.07) - 우정출연

### 광고
- 스쿨룩스[1]
- 시에로코스메틱[2]
- 아식스 코리아
- 오라뗴
- 라포티셀

### 개인 활동
- 상연 - 우리가 남이가 (2018.02.26. ~ 2018.03.26.), 미스터리 음악쇼 복면가왕 (2018.12.23) <넌 내 땔감이야! 벽난로!> - 참가자
- 제이콥 - 아리랑 TV Simply K-Pop MC (2018.05.28 ~현재 )[3]
- 주연 - SBS 정글의 법칙 40기,344회-348회 (2018.12.21 ~2019.01.25)

```
 잡지 ‘데이즈드 앤 컨퓨즈드 코리아’ 2019년 9월호 개인 화보
```

- 케빈 - 아리랑 TV Simply K-Pop MC (2018.05.28 ~현재 )
- 주학년 - XtvN 충재화실 (2018.06.05)

```
 두산-NC전 시구 (2018.06.09)
 KBS2 
연예가중계
 (2018.11.02)
 KBS2 
배틀트립
 (2019.05.11, 2019.05.18)
 잡지 ‘뷰티쁠’ 2019년 8월호 개인 화보
 KBS2 
연예가중계
 (2019.09.20)
```

- 선우 - tvN 나의 수학 사춘기 (2018.06.26 ~ 2018.07.17)

### 개인 컨텐츠
더보이즈 멤버 전원 12명은 네이버 V채널에서 각자의 개성을 살린 개인 컨텐츠들을 진행 중이다.
- 상연 - 개방 (팬들과 함께 소통하며 노래 추천, 고민 상담을 주로 진행한다. 편안한 분위기가 특징이다.)
- 제이콥 - 기타 교실 (평소 기타 연주에 만능인 제이콥은 팬들이 원하는 노래를 기타 연주 하는 등 소통과 함께 진행한다.)
- 영훈 - 혼빵 (혼자 빵을 먹는다는 것의 준 말이자, 말 그대로 혼자 빵을 먹으면서 팬들과 함께 소통을 한다. 빵을 안 먹으면서 방송할 때도 있다.)
- 현재 - 짧소 (짧은 소통의 준 말이자, 팬들의 고민을 상담해주는 등 소통을 중심으로 컨텐츠를 진행한다. 방송 시간이 맥시멈 15분으로 예정됐으나 15분보다 길어진다. 길소로 바꾸는 것이 옳아보인다.)
- 주연 - 주연의 시간 (평소 진지함과 조용함이 매력이다. 자신이 감명깊게 읽은 책이나 영화를 미리 공지해 팬들과 함께 이야기를 나눈다.)
- 케빈 - 달 켈리 (켈리그라피를 잘 하고 좋아한다. 자신이 좋아하는 노래와 함께 수준급의 켈리그라피를 보여준다.)
- 큐 - 큐 쌤의 기분 좋은 댄스 (팀 내의 메인 댄서로써, 간단한 춤을 가르쳐주는 컨텐츠이다. 그러나, 유쾌한 홈쇼핑 방송으로 변질된다.)
- 뉴 - NEW STYLE 먹방 (새로 출시된 음식들을 먹어보며 팬들과 함께 소통하는 컨텐츠이다.)
- 주학년 - 귤 라디오 (가장 먼저 시작한 컨텐츠이자 체계적으로 진행된다. 미리 이번 라디오의 주제를 공지해 사연과 신청곡을 받으며 실제 라디오처럼 진행된다.)
- 활 - 고독한 활 방 (말을 하지 않고 스케치북에 글씨를 써 팬들과 함께 소통을 한다. 가끔 '안 고독한 활 방'으로 진행되기도 한다.)
- 선우 - 캎☀️ (더보이즈의 앨범에 작사로 참여할 만큼 작사에 수준급인 멤버이다. 팬들과 소통을 통해 같이 작사하는 컨텐츠를 진행한다.)
- 에릭 - 에릭 놀이터